# Lijst van burgemeesters van Harkstede
Dit is een lijst van burgemeesters van de voormalige Nederlandse gemeente Harkstede in de provincie Groningen.
Op 1 augustus 1821 werd Harkstede onderdeel van de gemeente Slochteren.
| Ambtsperiode | Naam burgemeester | Partij of stroming | Bijzonderheden                         |
| ------------ | ----------------- | ------------------ | -------------------------------------- |
| 1811 - 1818  | Johannes Poelman  |                    | maire, vanaf 1814 schout               |
| 1818 - 1821  | Jacob Woelesius   |                    | "fungerend schout" of "adjunct schout" |